# Sontag (cratère)
Pour les articles homonymes, voir Sontag.
Sontag est un cratère d'impact à la surface de Mercure. 

## Description
Le cratère a ainsi été nommé par l'Union astronomique internationale le 13 août 2024 en hommage à la romancière et essayiste américaine Susan Sontag (1933-2004),. 
Son diamètre est de 41 km. Il se situe dans le Quadrangle de Raditladi (quadrangle H-4) de Mercure.